# Révolte de 1961 en Somalie
 (signalé en mai 2025).
Si vous disposez d'ouvrages ou d'articles de référence ou si vous connaissez des sites web de qualité traitant du thème abordé ici, merci de compléter l'article en donnant les références utiles à sa vérifiabilité et en les liant à la section « Notes et références ».
- Archive Wikiwix
- Bing
- Cairn
- DuckDuckGo
- E. Universalis
- Gallica
- Google
- G. Books
- G. News
- G. Scholar
- Persée
- Qwant
- (zh) Baidu
- (ru) Yandex
- (wd) trouver des œuvres sur Wikidata

La révolte de 1961 en Somalie est une révolte infructueuse et une tentative de coup d'État survenue dans le nord de la Somalie en décembre 1961. Les conspirateurs du coup d'État, un groupe d'officiers subalternes du nord, avaient l'intention de restaurer l'indépendance de l'État du Somaliland (en).

## Contexte
Après l'unification du territoire sous tutelle du Somaliland avec l'État du Somaliland en 1960, il a été découvert que les deux régimes avaient été unifiés en vertu de différents actes d'union. Le parlement de la République somalie nouvellement unifiée a rapidement créé un nouvel Acte d'Union pour toute la Somalie, mais ce nouvel Acte a été largement rejeté dans l'ancien État du Somaliland. Quoi qu'il en soit, le parlement dominé par le sud a ordonné un référendum dans tout le pays pour confirmer l'Acte d'Union. Une grande partie de la population du nord a boycotté le référendum et seuls 100 000 habitants du nord ont voté. Parmi ceux-ci, plus de 60% étaient contre l'union en vertu de la nouvelle loi mais le référendum est passé. De plus, le clan Isaaq qui dominait le nord était traditionnellement hostile aux clans Hawiye (en) et Darod du sud qui dominaient de plus en plus la politique dans toute la république. Le soutien du nord à l'union a donc commencé à se détériorer.
Les troubles et l'opposition à l'union se sont encore intensifiés alors que les politiciens du sud ont commencé à occuper la majorité des postes politiques dans la République somalie nouvellement unifiée. Cela a fait craindre que l'ancien État du Somaliland ne devienne un avant-poste négligé. À leur tour, de nombreux fonctionnaires et officiers administratifs du nord ont été déplacés vers le sud pour désamorcer les tensions régionales.

## Révolte

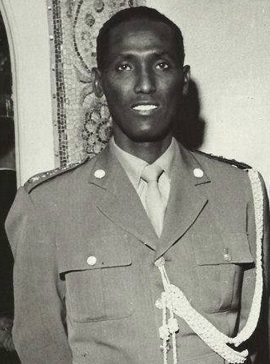
Les putschistes croyaient être soutenus par le général Daud Abdulle Hirsi (photo de 1963), même si ce dernier soutenait pleinement le gouvernement central.

En plus de ces tensions, il y avait aussi des griefs personnels parmi plusieurs officiers d'origine nordiste. Ils ont estimé que les officiers du sud qui avaient été nommés leurs supérieurs après l'unification étaient mal éduqués et inaptes en tant que commandants. De plus, on soupçonnait que le gouvernement préférait les officiers du sud formés en Italie aux officiers du nord formés en Grande-Bretagne. Un groupe d'au moins 24 officiers subalternes, dont plusieurs qui avaient été formés en Grande-Bretagne, ont finalement conspiré pour mettre fin à l'union entre la Somalie et le Somaliland. L'un des putschistes était Hussein Ali Duale (en) qui devint plus tard l'un des principaux politiciens séparatistes du Somaliland. Les conspirateurs croyaient bénéficier du soutien du général Daud Abdulle Hirsi (en), chef de l'armée nationale somalienne.
Lorsque les putschistes ont lancé leur révolte en décembre 1961, ils voulaient prendre le contrôle des principales villes du Somaliland. Le chercheur Ken Menkhaus a fait valoir que la tentative de coup d'État n'avait "aucune chance de succès" dès le début, car les conspirateurs du coup d'État ne bénéficiaient pas du soutien majoritaire parmi la population du nord ou parmi les troupes locales. Un groupe d'officiers subalternes a pris le contrôle de la station de radio à Hargeisa, annonçant leurs intentions et qu'ils étaient soutenus par le général Hirsi. Un autre groupe de putschistes a tenté d'arrêter des officiers supérieurs d'origine méridionale dans la ville de Burao, mais a échoué.
Le gouvernement de Mogadiscio a été surpris par la révolte mais a rapidement réagi. Le général Hirsi a déclaré via Radio Mogadisho qu'il n'était pas impliqué dans la révolte, après quoi des sous-officiers d'origine du nord se sont déplacés contre les putschistes à Hargeisa. Les loyalistes ont repris Radio Hargeisa (en), tuant un membre du coup d'État. La révolte a été réprimée en quelques heures. Tous les membres survivants du coup d'État ont été arrêtés.

## Conséquences
Bien que la révolte n'ait pas été soutenue par la population du nord, les habitants ont toujours sympathisé avec les membres du coup d'État. Le gouvernement était donc enclin à opter pour un traitement clément. Les conspirateurs ont été jugés et le juge britannique les a acquittés, estimant qu'il n'existait aucun Acte d'Union légitime. En conséquence, les officiers ne pouvaient être condamnés sur la base de la loi, tandis que toute la présence sudiste dans le nord devenait juridiquement discutable. Les implications plus larges de la décision ont été généralement ignorées en Somalie à l'époque, mais sont devenues plus tard importantes pour les habitants du nord qui voulaient justifier la séparation du Somaliland de la Somalie. Quoi qu'il en soit, le gouvernement somalien a accepté la décision et a libéré les officiers subalternes.
Dans les décennies qui ont suivi l'unification, le mécontentement face à la marginalisation perçue est resté élevé dans le nord. Malgré cela, certains membres de l'élite politique du Somaliland ont réussi à obtenir des postes de haut rang dans l'armée et le gouvernement. Même certains des officiers qui avaient pris part à la révolte de 1961, comme Duale, ont atteint des postes de premier plan. Cela n'a pas résolu les tensions et les séparatistes du nord se sont finalement révoltés en 1981, contribuant à la révolution somalienne. En 1991, le Somaliland a obtenu son indépendance de facto.